# Albert Réville (teolog)

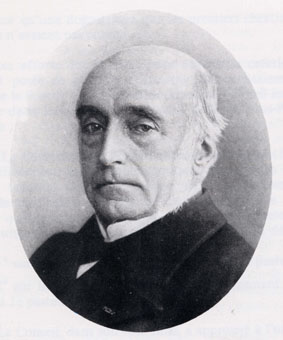
Albert Réville.

Albert Réville, född den 3 november 1826 i Dieppe, död den 25 oktober 1906 i Paris, var en fransk protestantisk teolog. Han var far till Jean Réville.
Réville blev 1851 pastor vid vallonska kyrkan i Rotterdam, invaldes sedermera i holländska vetenskapsakademien och erhöll 1880 den nyinrättade professuren i religionshistoria vid Collège de France. Han var en av den kritiska teologens och den frisinnade protestantismens mera bemärkta män. Bland hans skrifter kan nämnas Essais de critique religieuse (1860; 2:a upplagan 1869), Études critiques sur l'évangile selon Saint-Mathieu (1862), Théodore Parker (1865; svensk översättning "Th. Parker, hans lif och arbeten" 1868), Histoire du dogme de la divinité de Jésus-Christ (1869; "Dogmen om Kristi gudom", 1870), Les religions du Mexique, de l'Amérique centrale et du Pérou (1885) och Jesus de Nazareth (1897, 2:a upplagan 1906).